# 니보크구
니보크구(Nibok District)는 나우루 서부에 위치한 행정구로, 면적은 1.6km2, 인구는 460명(2004년 기준), 인구밀도는 287.5명/km2이다.

## 지도

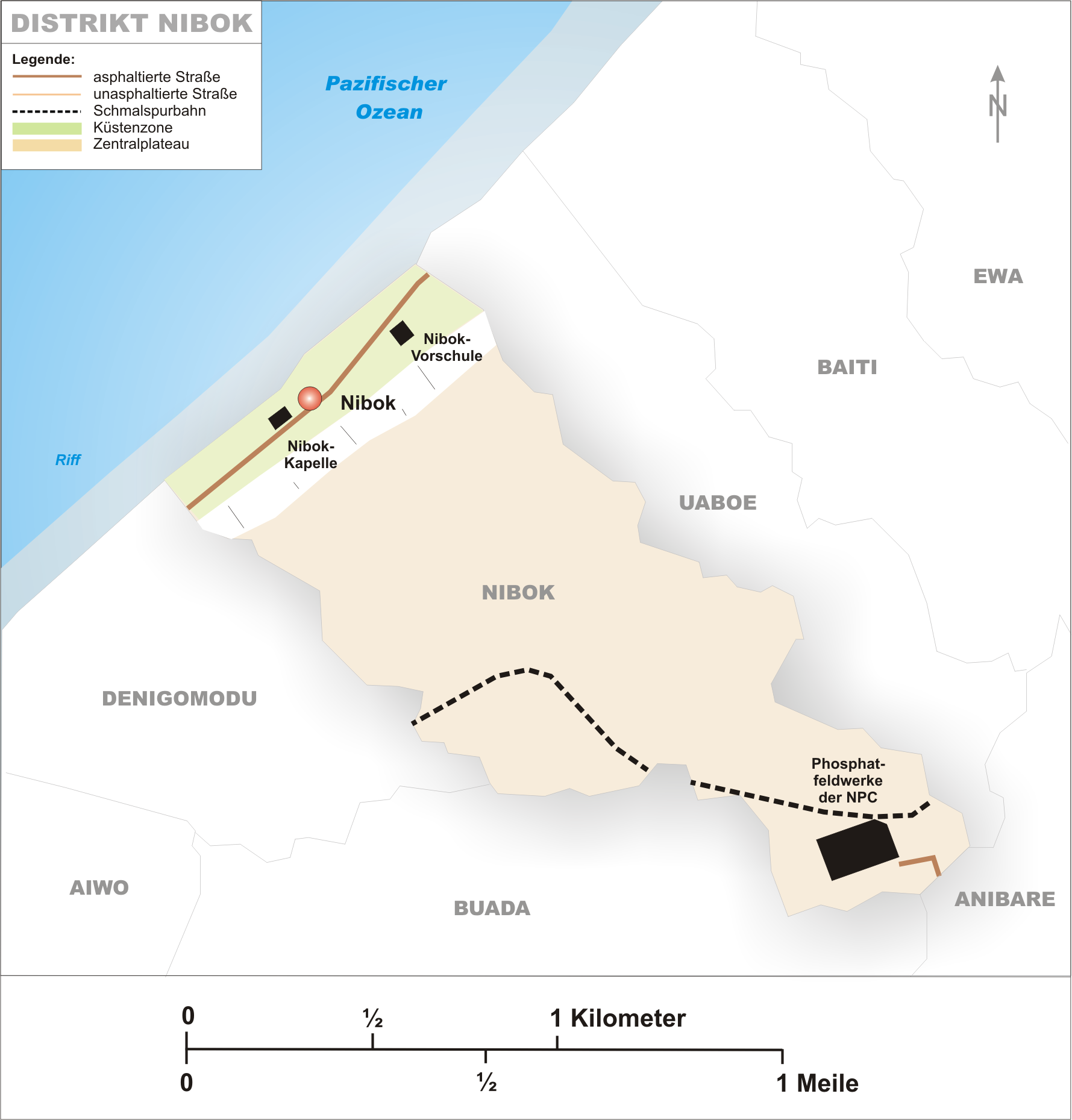
니보크 구
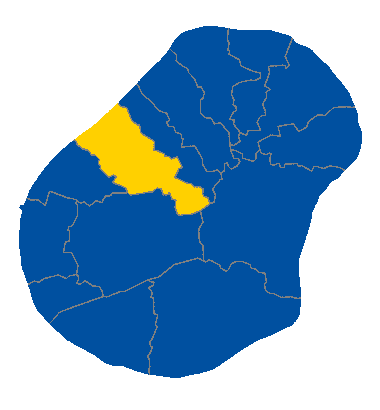
니보크 구의 위치